# Грб Битоља
Грб Битоља је званични грб македонске општине Битољ, као и самог града Битоља. Грб је усвојен 21. марта 2006. године на свечаној седници од стране општинског већа. 

## Опис грба
Овај грб симболизује богату и дубоку историју Битоља, а црвено-златни део штита представља модерни Битољ, успон градске, духовне и материјалне културе. Истовремено својом визуелном структуром асоцира на сунцем обасјане врхове пелистерске молике и пелагонијске златне пшенице. Грб има сферични сребрену позадину на дну, која је повезује са белим амфитеатром у Хераклеја Линкестисом. Семантички и хералдички термин који је симболика позадине, додатно је повећана са чистом шареном структуром. Плава боја симболише Цивилно друштво и демократију. Црвена боја симболише живот и традицију. Жута боја симболизује духовно богатство и његову моћ. Бела боја је метафора моралне чистоте и етике.